# Noémi
A Noémi héber eredetű bibliai női név, jelentése: gyönyörűségem.

## Rokon nevek
- Naómi:[1] a Noémi alakváltozata.[3]

## Gyakorisága
Az 1990-es években a Noémi igen gyakori, a Naómi szórványos név, a 2000-es években a Noémi a 15-22. leggyakoribb női név, a Naómi nem szerepel az első százban.

## Névnapok
Noémi, Naómi
- április 22.[2]
- szeptember 1.[2]
- szeptember 10.[2]

## Híres Noémik, Naómik
- Apor Noémi Jászai Mari-díjas színésznő
- Ferenczy Noémi gobelinművész
- Gaál Noémi meteorológus
- Saly Noémi irodalom- és Budapest-történész
- Kovács Noémi újságíró, krimiíró
- Noemi Lung román úszóbajnok
- Szécsi Noémi magyar írónő
- Tamás Noémi magyar festőművész
- Vészabó Noémi festőművész
- Závodszky Noémi magyar színésznő